# Apistogramma wapisana
Apistogramma wapisana är en fiskart som beskrevs av Römer, Hahn och Conrad 2006. Apistogramma wapisana ingår i släktet Apistogramma och familjen Cichlidae. Inga underarter finns listade i Catalogue of Life.